# Kulob
Kulob (tadzsik írással: Кӯлоб) város Tádzsikisztán Hatlon tartományában. A Kulobi járás székhelye, az ország negyedik legnépesebb városa. 2019-es becslések szerint kb. 110 000 lakosa van. A városnak repülőtere is van.

## Fekvése
Tádzsikisztánban, a fővárostól, Dusanbétól 203 km-re délkeletre, a Jahszu folyó (a Pandzs jobb oldali mellékfolyója) mellett fekszik.

## Története
Már Muhammad ibn Dzsarír at-Tabari történész is utalt a városra 737-ben, bár alapításának állítása szerint sokkal korábban kellett történnie. Később Kulobot Khatlān vagy Khatlon néven ismerték, modern neve csak kb. 250 éves. 
Kulob, mint Huttalyan új fővárosa, a 16. században alakult ki. Megerősített erődjének három kapuja volt: Charsu (északi oldalon), Imám (nyugaton) és Darb al-haiwan ( déli oldalán). A keleti oldalon a várost hegyek védték.
A város a nagy selyemút egyik ágán helyezkedett el, és szoros kereskedelmi, gazdasági és kulturális kapcsolatai voltak a keleti és nyugati országokkal.
A 16. század óta a Buharai Kánátus része, 1504-1505-ben a várost az üzbég dinasztia alapítója - Sheybani Khan - elfogta, és a sheybanidák állam része lett. Sheybani Kán halála után 1510-ben megragadták a hatalmat Weiss Mirza Timurid szultán, a történelemben Khan Mirza néven ismert leszármazottai ragadták meg a hatalmat. 1584-ig Shahrukh-Mirza uralkodott itt, Suleiman Shah unokája, és ugyanabban az évben a várost többször elfoglalta az üzbég sheibanid-dinasztia képviselője - II. Abdullah Kán.  1750-ben város nevét Khatlonról Kulobra változtatták meg. A közép-ázsiai orosz hódítás és a Tádzsik Szovjet Szocialista Köztársaság létrehozása után. 1934-ben kapott városi státuszt. A 20. század elején Kulob már Kelet-Buhara legnagyobb városa volt, melynek 20 negyede volt. 
Az 1990-es évek elején az országban zajló polgárháború alatt a város a Népi Front milíciáinak fő bázisa volt, amelyet a bűnözőből lett hadúr Szangak Szafarov vezetett.

## Ipara
Kulob évszázadok óta a hatalmas Khatlon-régió fontos politikai, kereskedelmi, gazdasági és kulturális központja.
Fejlett volt kézműves és szövőipara, kiváló minőségű selyemszöveteket, ékszereket, kerámia- és bőr-tárgyakat, késeket, fegyvereket és egyéb fémtermékeket készítettek itt. A városban fejlesztették a kereskedelmet, léteztek bazárok. Kulob híres hímzéseiről is (gulduzi és chakan), amelyek jellegzetes formájúak és színűek voltak.

## Éghajlat

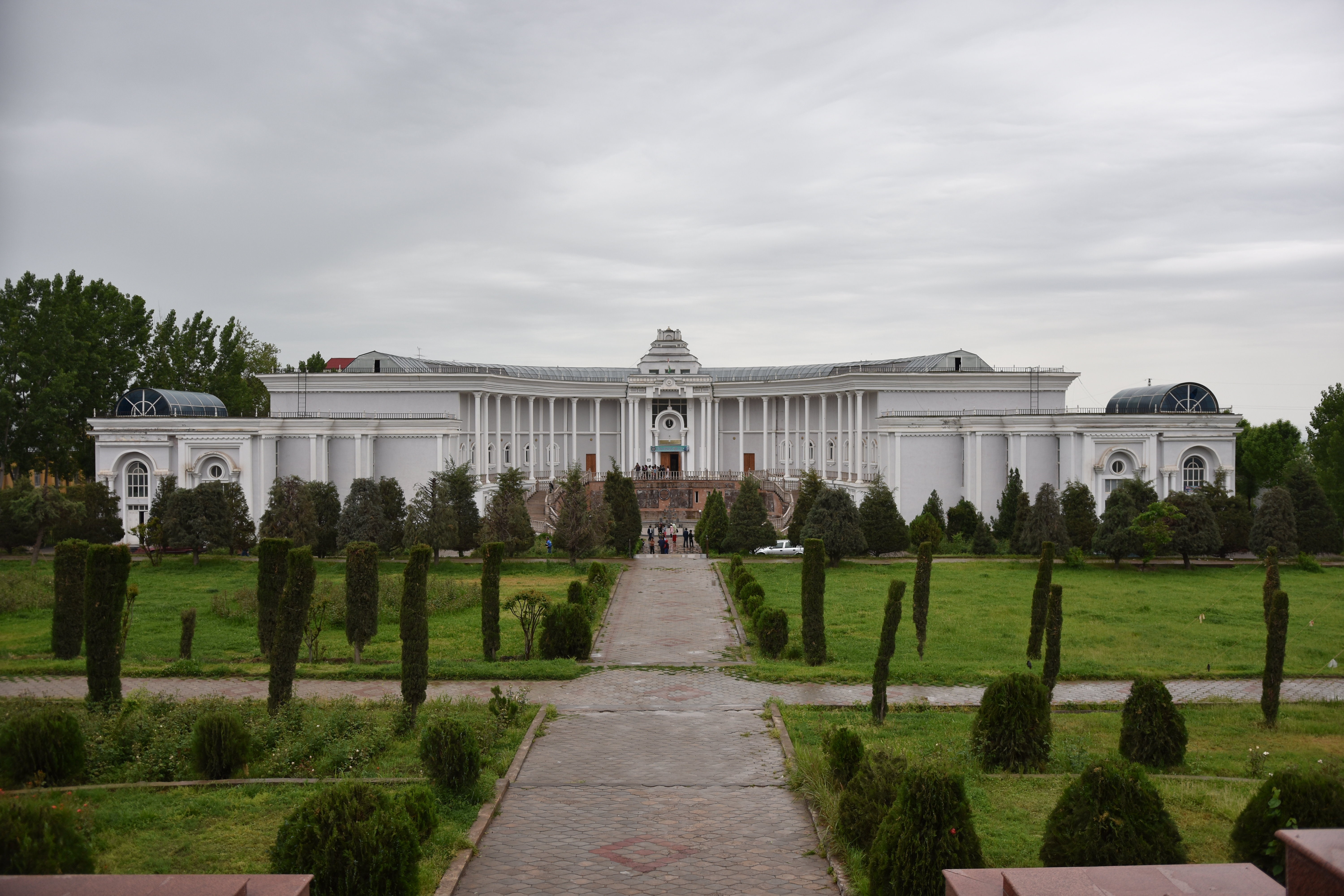
A múzeum épületegyüttese

Kulobnak meleg nyári mediterrán éghajlata van (Köppen-féle éghajlati besorolás: Csa). Az átlagos éves hőmérséklet 15,8 °C. A legmelegebb hónap július, átlagos hőmérséklete 28,3 °C, és a leghidegebb hónap január, átlagos hőmérséklete 2,2 °C. Az átlagos csapadékmennyiség 468,4 mm, a csapadékos napok száma 72,8. A legnedvesebb hónap március, átlagosan 94,2 mm csapadékkal, és a legszárazabb hónap augusztus, átlagosan 0 mm csapadék.

## Nevezetességek
- Hulbuki erőd a közelben található.
- A Kulob melletti Danghara falu Tadzsikisztán elnökének, Emomali Rahmonnak a szülőhelye.

## Források

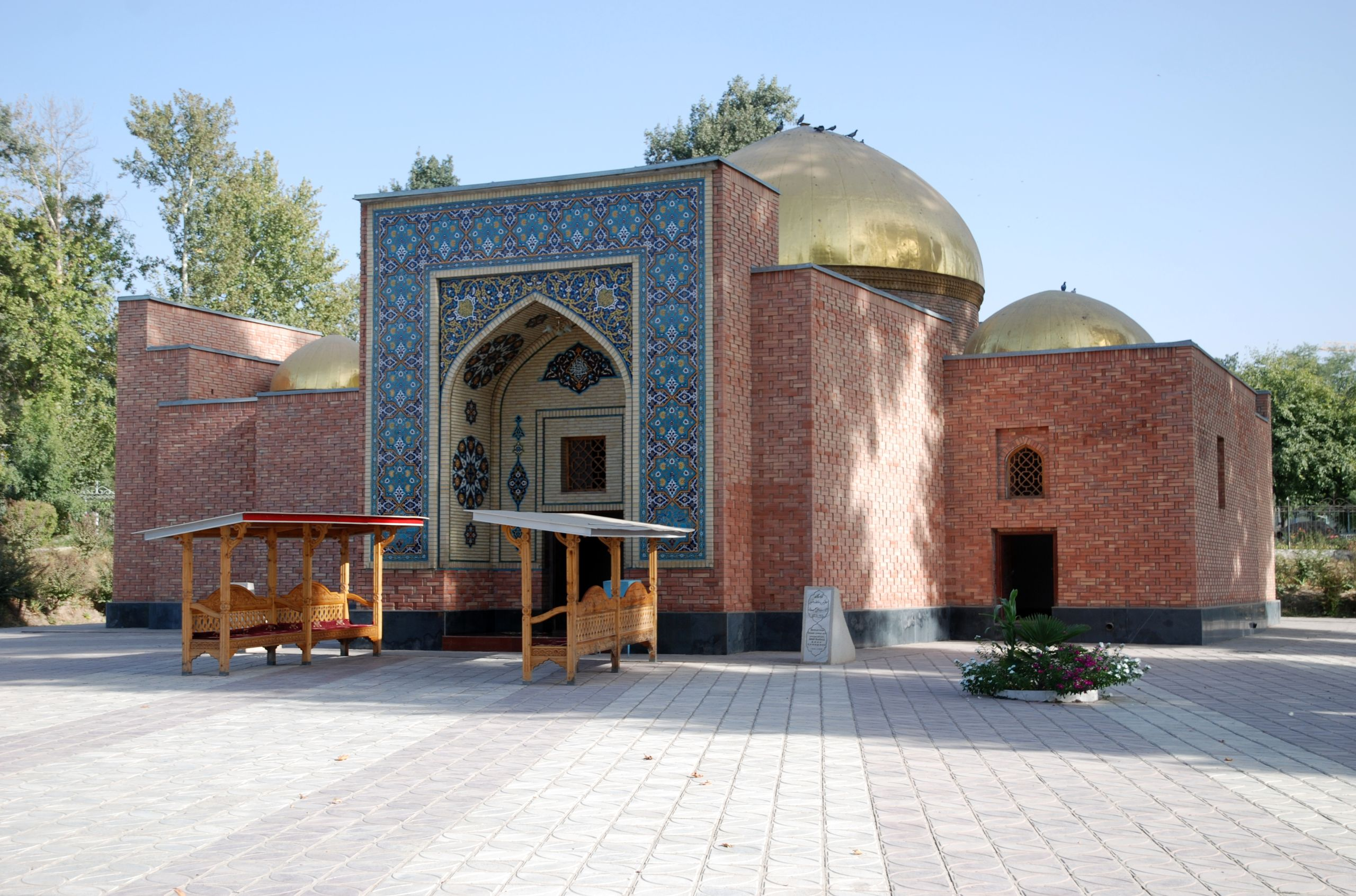
Kulob, részlet